# 창신동 봉제거리 박물관
창신동 봉제거리 박물관은 서울특별시 종로구 창신동 647번지 일대 골목에 조성된, 봉제산업을 다루는 거리박물관으로, 주로 창신동의 봉제산업에 집중한 구성을 취하고 있다. 창신동은 1970년대부터 평화시장과 동대문종합시장의 배후지로서 열악한 소규모 봉제공장이 밀집한 곳으로, 지금도 많은 봉제공장이 있다.
봉제거리 박물관 조성은 2016년 1월에 최종적으로 마무리되었고, 이와 함께 골목 일대의 봉제공장 간판도 정비하였다. 이는 사회적 기업 공공공간(000간)에서 담당하였다.

## 사진

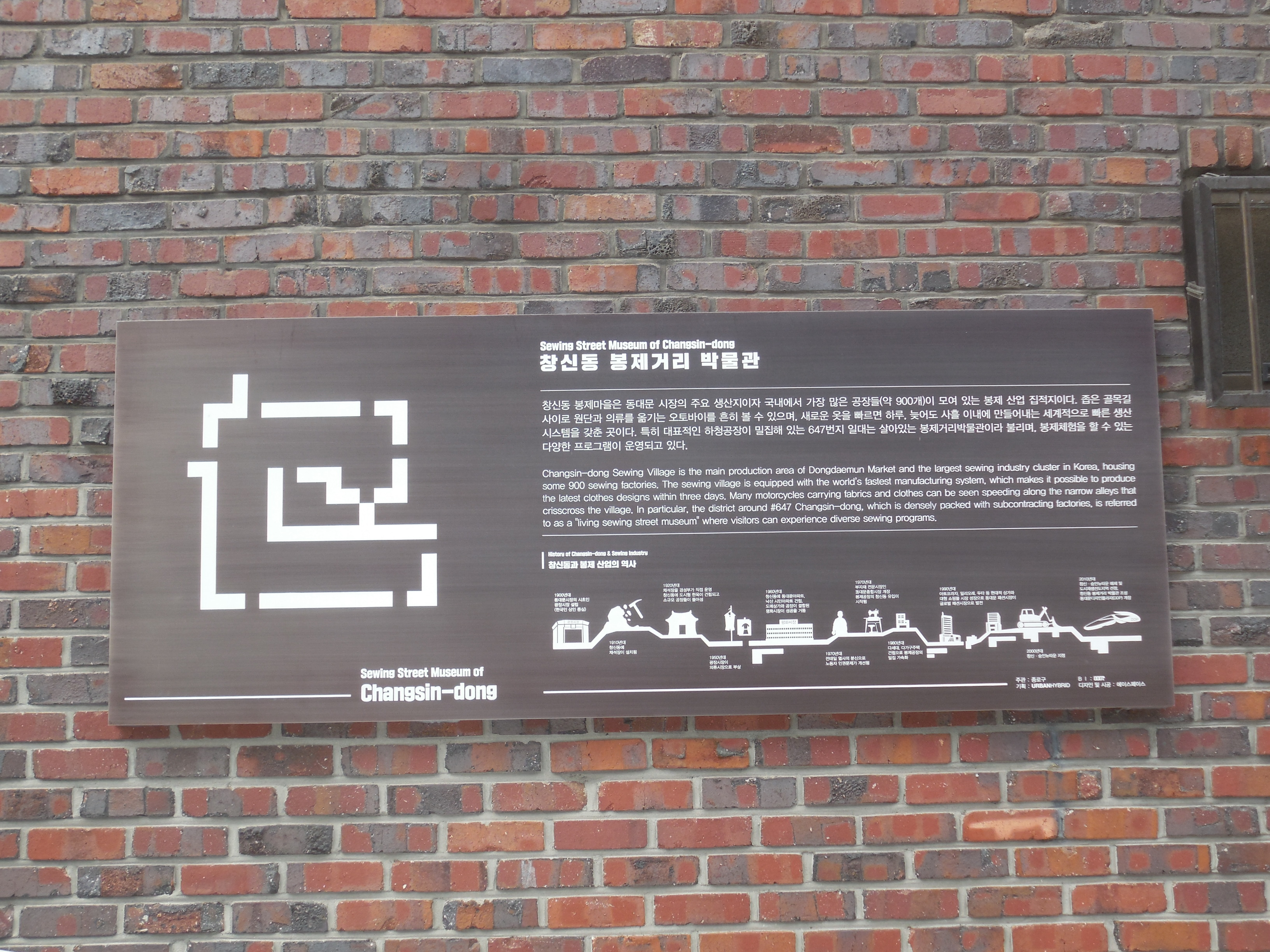
창신동과 봉제 산업의 역사
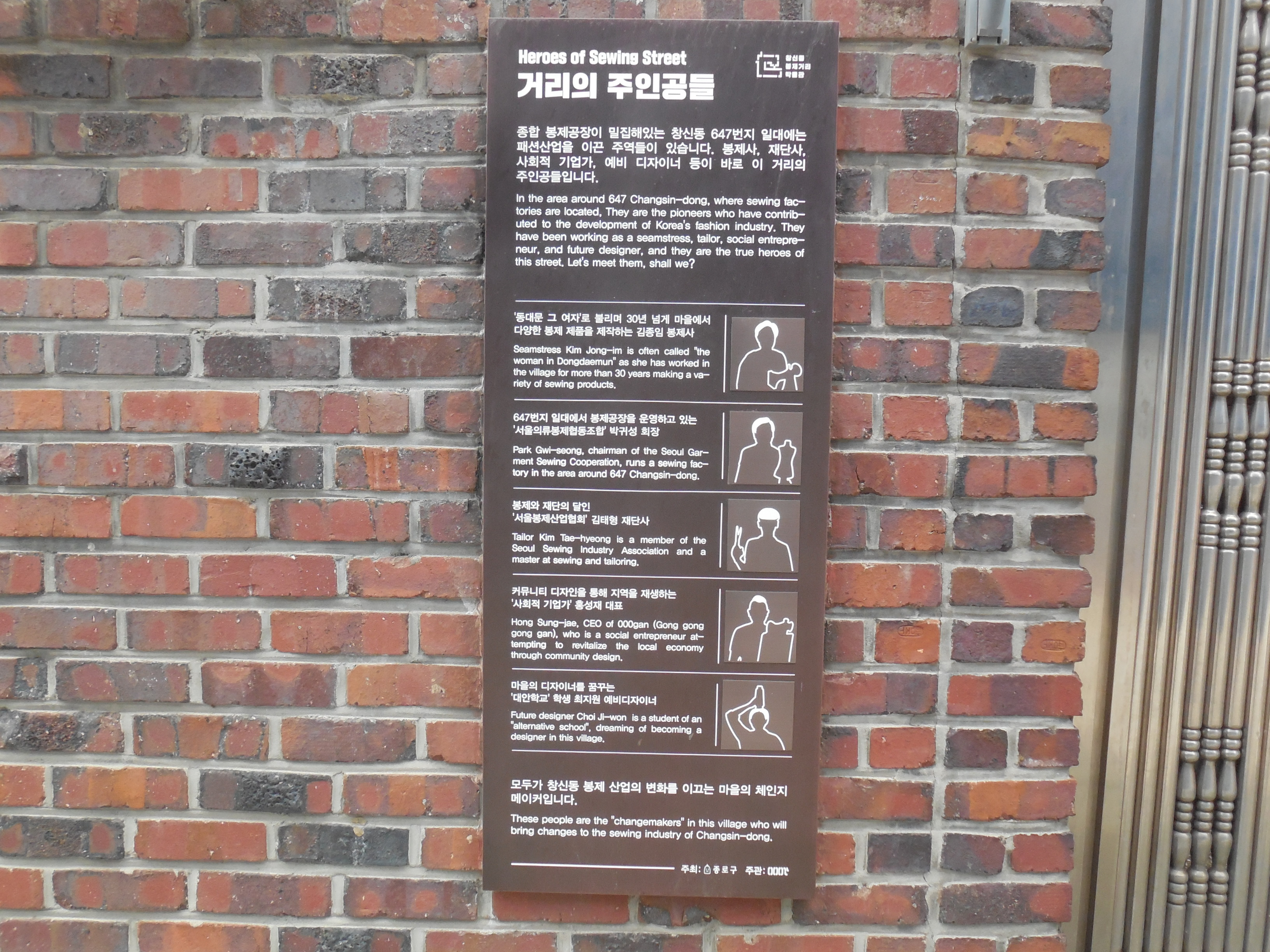
거리의 주인공들
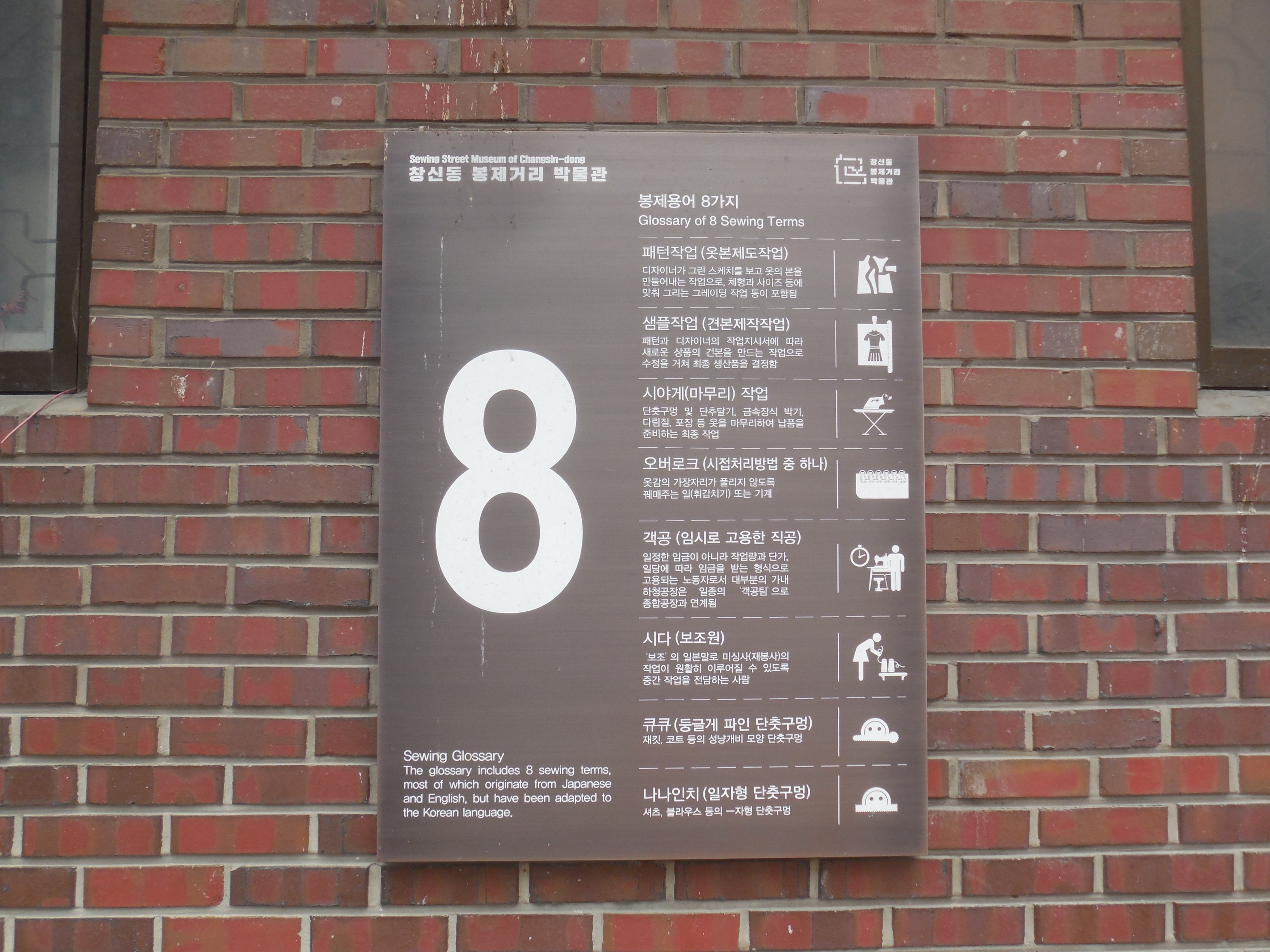
봉제용어 8가지
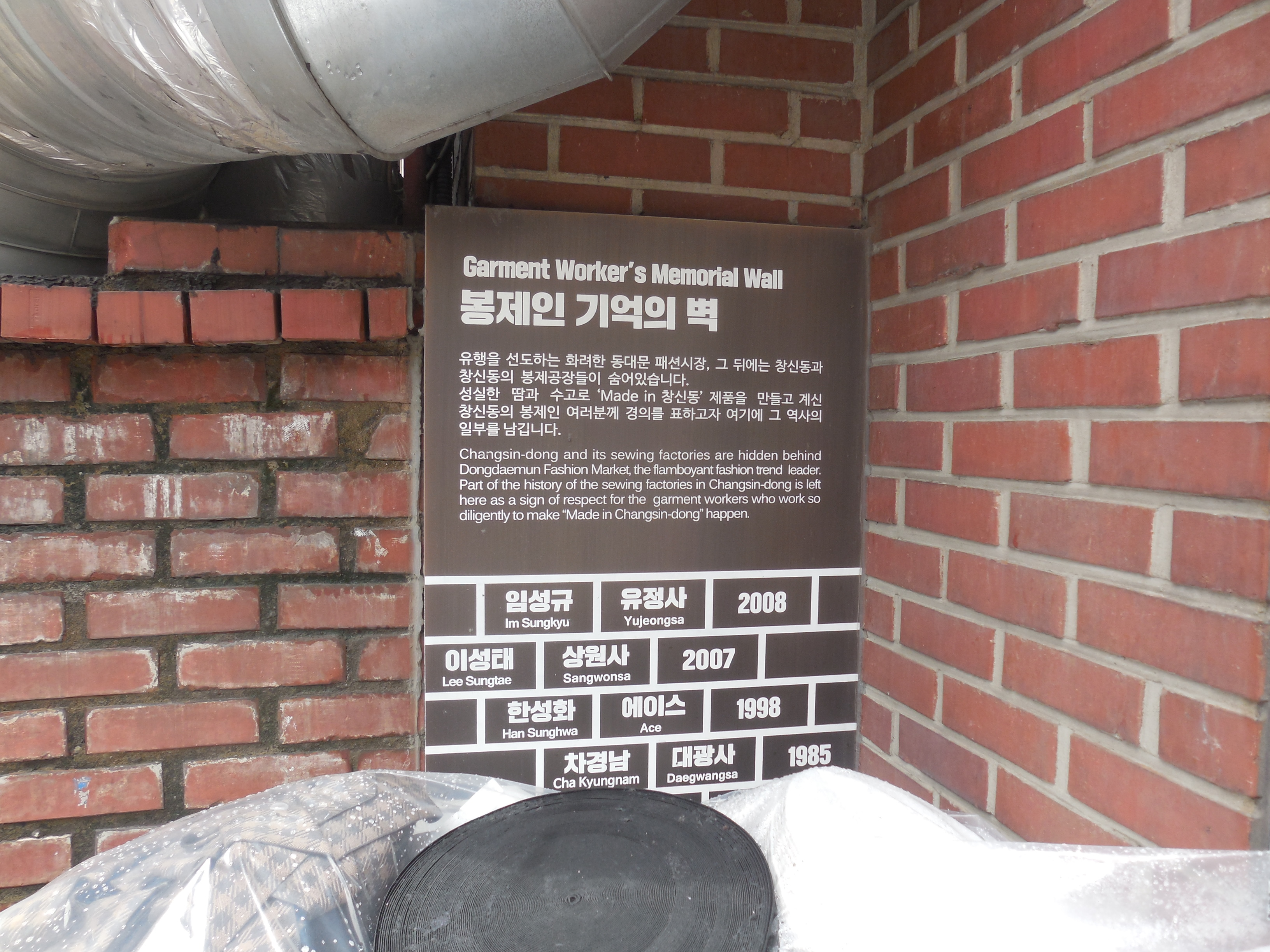
봉제인 기억의 벽
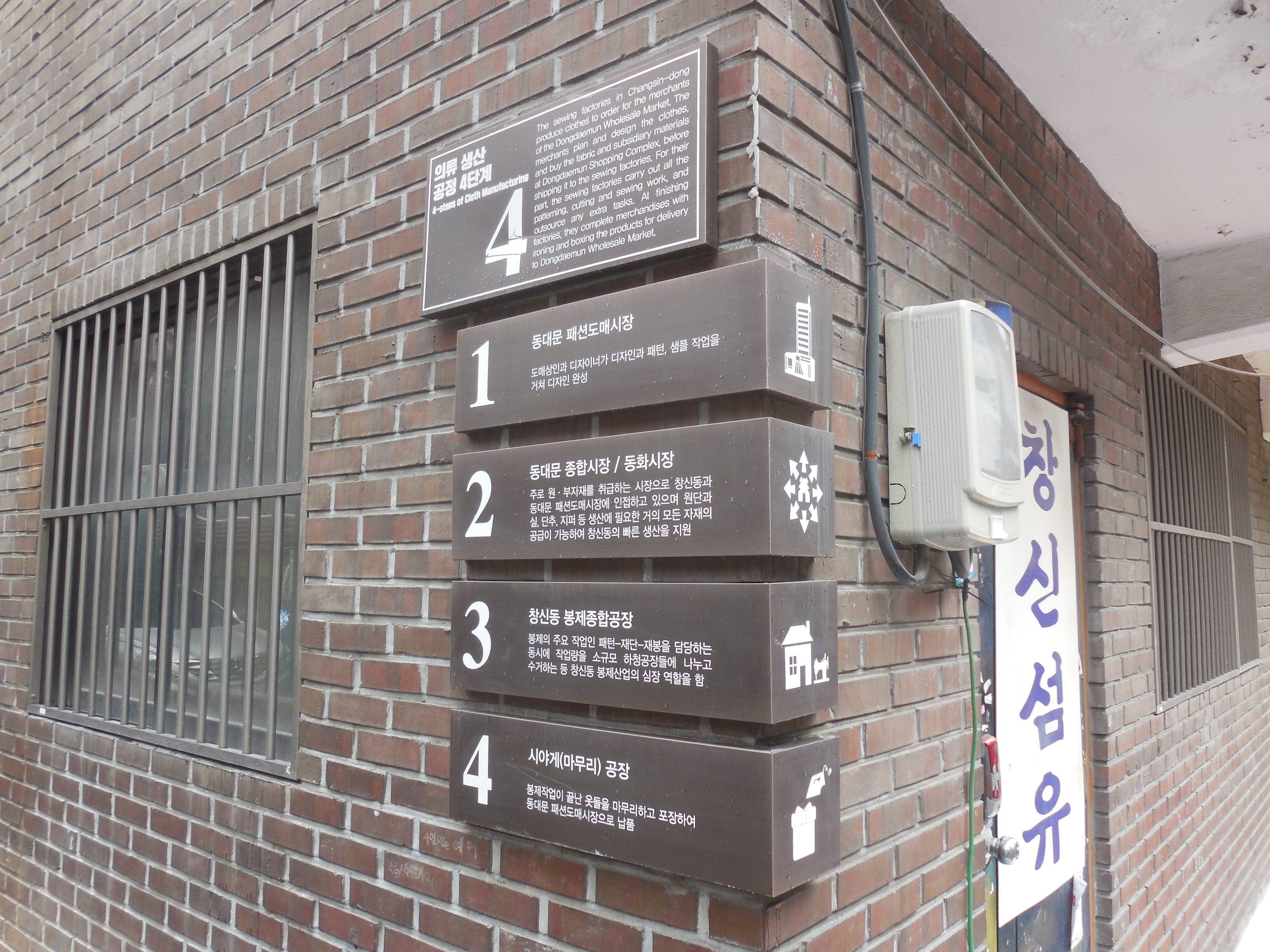
의류 생산 공정 4단계
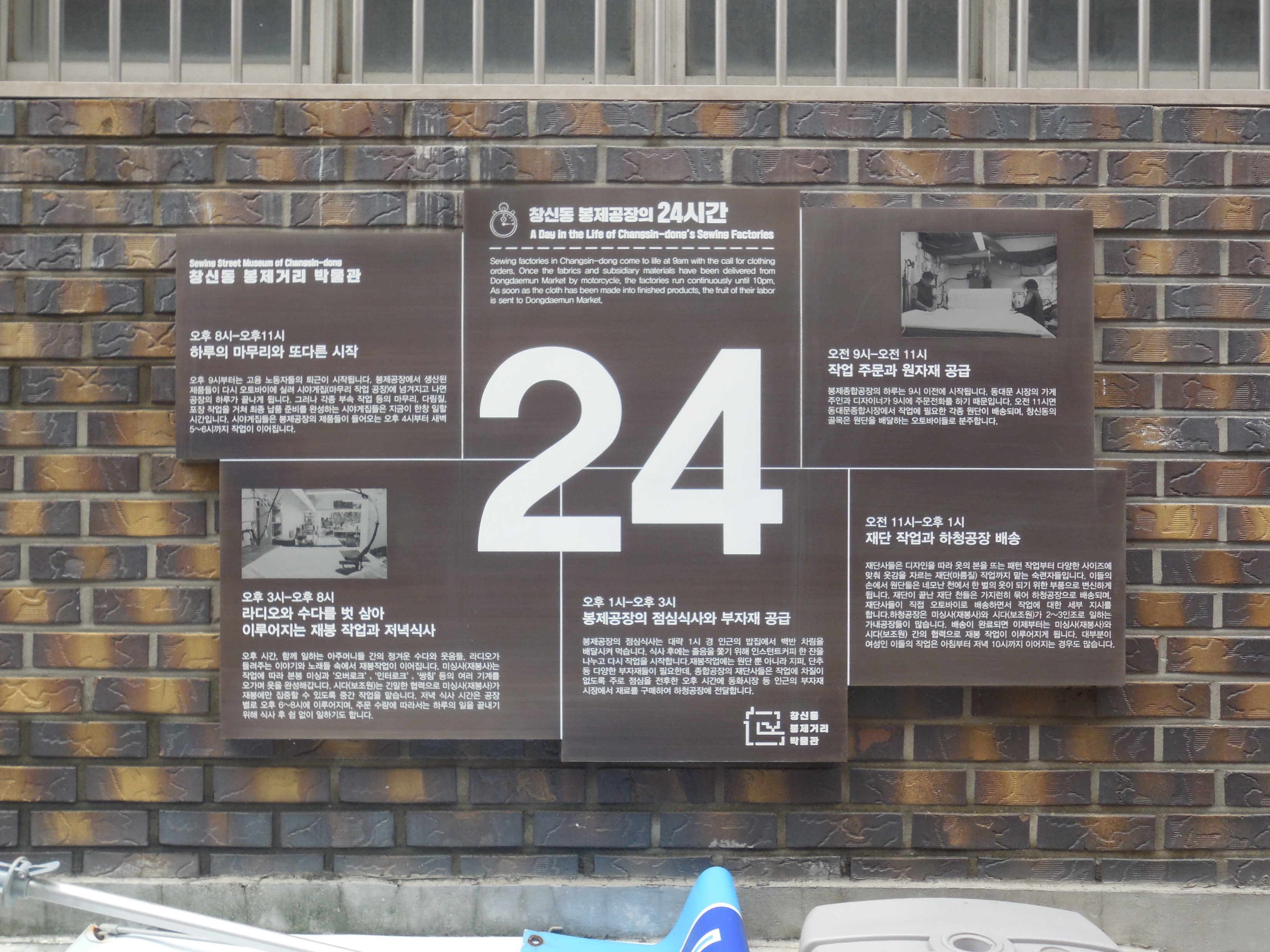
창신동 봉제공장의 24시간

## 같이 보기
- 이음피움 봉제역사관